# 國立希臘美術館
國立希臘美術館（希臘語：Εθνική Πινακοθήκη，Ethniki Pinakothiki）是位於希臘首都雅典的一座美術館，收藏14至20世紀希臘和歐洲的美術品。美術館成立於1878年，當時只收藏有雅典大學的117件藝術品。1900年開始，博物館對外開放。二戰結束之後，博物館修建了新的大廈。博物館主要收藏後拜占庭藝術和希臘藝術的收藏品。

## 外部連結
- National Gallery of Athens Official website（页面存档备份，存于）

37°58′32″N 23°44′57″E / 37.97556°N 23.74917°E